# Niklas Eriksson (bågskytt)
Niklas Eriksson, född 17 november 1981, är en svensk bågskytt. Han deltog vid olympiska sommarspelen 2000.